# Kompakt
Kompakt est un label allemand de musique électronique basé à Cologne, créé en 1998 par Michael Mayer, Jürgen Paape et Wolfgang Voigt.
À la manière de Basic Channel, Kompakt réunit des studios d'enregistrement, un magasin de disques qui héberge le label, un service de distribution et une agence d'artistes. 

## Histoire
Kompakt a été créé en 1998 après la rencontre de Michael Mayer avec Jürgen Paape et Wolfgang Voigt, qui avaient ouvert à Cologne un magasin de disques spécialisé dans la techno. À l'origine, la boutique portait le nom de sa maison mère à Francfort, "Delirium". Totalement indépendante, l'équipe produisait plusieurs étiquettes comme New Transatlantic, Profan, Auftrieb, Studio 1, Freiland... incluant la participation de Jorg Burger (alias The Modernist) et de Reinhard Voigt, le frère de Wolfgang Voigt. Dans cette multitude d'étiquettes, la création de Kompakt est décidée pour désigner une seule et même maison de disques, évitant toute confusion.
À sa création, le label produit des artistes allemands. Il s'ouvre à l'étranger en signant d'abord un Français, Jonas Bering. Depuis, le label a rayonné dans le monde. Ainsi, il a notamment produit des artistes allemands (DJ Koze, Justus Köhncke, Jörg Burger, Thomas Fehlmann, Sascha Funke, Dettinger...), suédois (The Field), brésilien (Gui Boratto), chilien (Matias Aguayo), japonais (Kaito), islandais (GusGus) ou encore britannique (Rex the Dog, The Orb).
En 2009, la société Kompakt emploie 16 personnes.

## Divisions
- Auftrieb
- Freiland
- Immer
- K2
- Kompakt Extra
- Kompakt Pop
- Kreisel 99
- Profan
- Studio 1